# 岩槻電気軌道
岩槻電気軌道（いわつきでんききどう）は、埼玉県南埼玉郡岩槻町で計画された軌道路線。軌道事業は頓挫したが、電気事業者として岩槻町（現・さいたま市岩槻区、旧岩槻市）に初めての電灯を灯した。

## 歴史
1911年（明治44年）、才賀電機商会の才賀藤吉、岩槻町の斎藤善八ら74名の発起人により、大宮（現・さいたま市、旧大宮市） - 岩槻 - 粕壁（春日部）（現・春日部市）間に電気軌道敷設免許の許可願が内務省に提出された。翌1912年（明治45年）3月11日、内閣総理大臣、内務大臣の連名で特許状が交付された。岩槻電気軌道の経営の指針とするところは、1、岩槻町を中間に粕壁（春日部）と大宮との連絡を図り、地方産業の発達、商工業の発展に寄与すること、2、南埼玉郡岩槻町、粕壁町、北葛飾郡杉戸町および北葛飾郡幸松村（現・春日部市）を供給区域とする電灯電力の供給事業、およびそれに付随する機械、器具の販売・貸付であった。
1915年（大正4年）、南埼玉郡岩槻町および河合村、川通村、柏崎村、和土村、慈恩寺村（いずれも現・さいたま市岩槻区）、南埼玉郡豊春村、北葛飾郡宝珠花村、富多村、南桜井村、幸松村（いずれも現・春日部市）、南埼玉郡百間（もんま）村、須賀村（いずれも現・南埼玉郡宮代町）、北葛飾郡堤郷村、高野村（いずれも現・北葛飾郡杉戸町）に電灯事業を開始し、かなりの収益を上げていた。その電灯線は、埼玉県道さいたま春日部線（通称：旧16号）の旧春日部岩槻線の区間と埼玉県道さいたま幸手線の旧岩槻幸手線の区間（通称：日光御成街道）沿いに敷設された。
軌道は、大宮駅 - 粕壁駅（現・春日部駅）まで敷設予定だった。軌道事業に対しては消極的ではなかったが、資金と用地買収で難航していた。あるいは電灯事業を自社の火力発電から利根発電株式会社からの電力供給に設計変更したためと思われる。軌道事業の頓挫の遠因としては、才賀電機商会の経営破綻も一因とも目されているようである。才賀は電機商会破綻前、創業から王子電気軌道（王電・現在の都電荒川線）の社長を務めていた。当時の岩槻の有力者は、才賀が持つ王電社長の経験を買って電気電灯事業と軌道事業を託したようである。
粕壁から大宮を経て川越まで通す構想が出来上がっており、川越鉄道（西武鉄道の前身の一つ）に軌道事業の業務提携を申し入れた。1912年（大正元年）12月17日、内務省に軌道特許の猶予を申請。現在の東武野田線と同じような路線で免許を申請した。しかし、1918年（大正7年）6月19日に軌道特許が取り消された。同時に岩槻電気に社名変更。1919年（大正8年）4月に埼玉電灯に合併した。後に東武野田線となる粕壁 - 大宮間の敷設予備免許は、北総鉄道（現在の北総鉄道とは別）に下りた。